# 良三世
聖良三世（拉丁語：Sanctus Leo PP. III；750年—816年6月12日）於795年12月27日至816年6月12日出任教宗。
因為在799年遭到由哈德良一世遺族為核心的權貴們反對，他被迫出亡並向法兰克国王查理求救。查理引兵到罗马，恢復良三世权位。800年良三世在罗马为查理加冕，称为“罗马人皇帝”，以後法兰克王国成为查理曼帝国。查理大帝离开罗马后，罗马内部斗争又起。

## 譯名列表
- 良三世：天主教香港教區禮儀委員會：禧年專頁 （页面存档备份，存于）、香港天主教教區檔案　歷任教宗作良。
- 利奧三世：《大英簡明百科知識庫》2005年版[永久]作利奧。
- 利奧三世、列奧三世或萊奧三世：《世界人名翻譯大辭典》1993年版作利奧。
- 雷歐三世：國立編譯舘[永久]作雷歐。